# Légende nationale d'Ukraine
Légende nationale d'Ukraine (en ukrainien Відзнака Президента України «Національна легенда України») est un titre honorifique qui peut être décerné par le président ukrainien.
Cette décoration a été créée en 2021 et a été décernée pour la première fois à Oleg Blokhine.
Elle a été créée pour honorer les citoyens pour leurs mérites personnels exceptionnels dans la formation d'une Ukraine indépendante par une contribution significative au développement de l'économie nationale, de la science, de l'éducation, de la culture, de l'art, des sports, des soins de santé, ainsi que pour des activités caritatives et publiques actives.

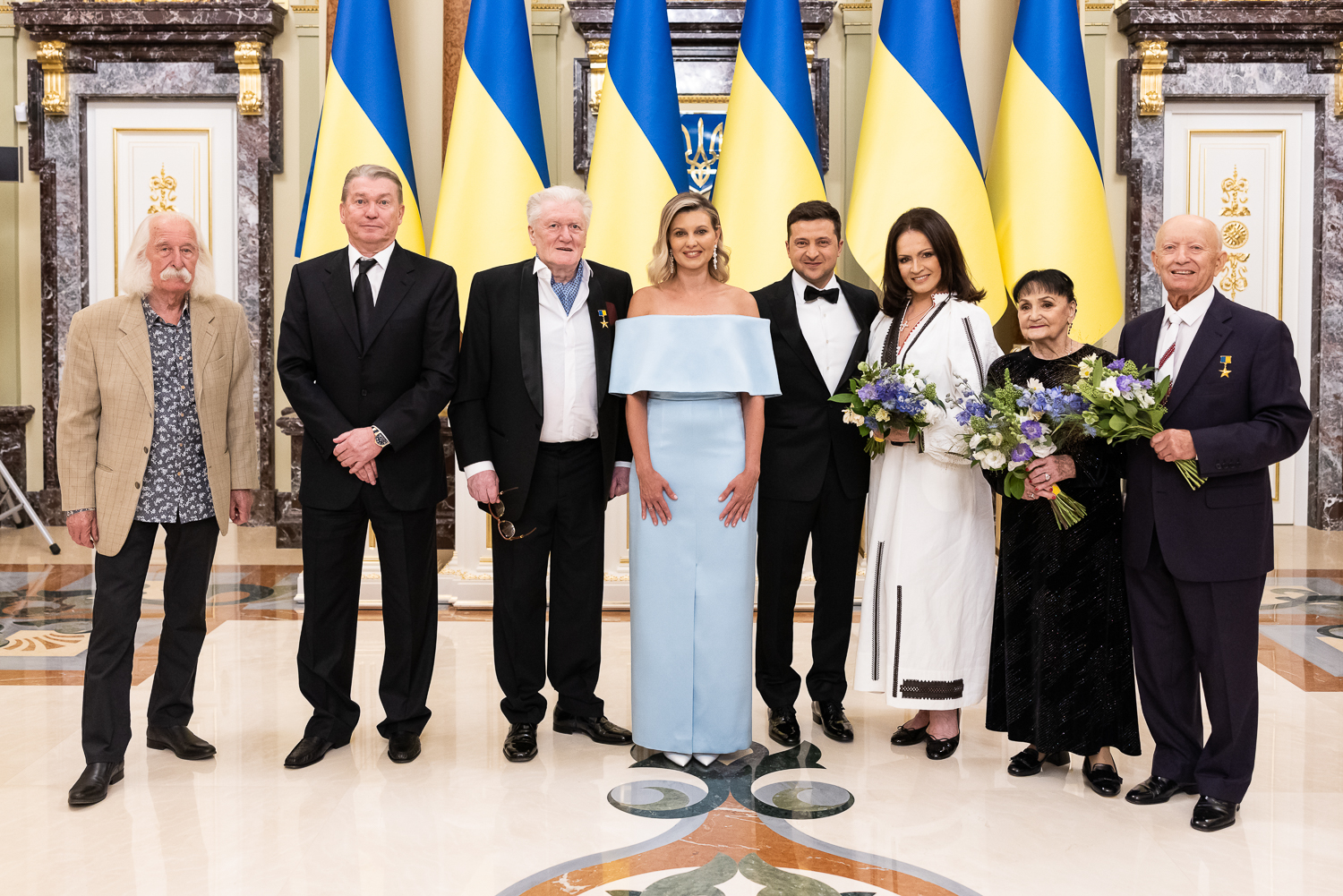
Cérémonie du 22 août 2021, Sofia Rotaru, Oleg Blokhine, Ivan Martchouk et le couple présidentiel.

## Détenteurs (liste non-exhaustive)
Cette distinction a été décernée à dix-sept fois parmi lesquelles :
1. Oleg Blokhine.
2. Myroslav Vantoukh.
3. Sofia Rotaru.
4. Ivan Martouk.
5. Olena Potapova.
6. Youriy Rybtchynskyi.
7. Myroslav Skoryk.
8. Babitchev Anatolyi.
9. Ihor Bedzaï.
10. Hanna Bout.
11. Ihor Ivassykov.
12. Tata Keplen.
13. Maria Primatchenko.